# چیانگ تای-چوان
چیانگ تای-چوان (انگلیسی: Chiang Tai-chuan؛ زادهٔ ۲۶ اکتبر ۱۹۶۰) بازیکن بیسبال اهل تایوان است.